# 無熱天
無熱天（むねつてん　梵：Atappā）は、三界のうち、色界18天の下位から数えて第15番目の天。色界第四禅の一つで、五浄居天の第2番目の天。
この天は、依も処もなく清涼自在にして、熱悩がないので無熱天と名づく。
また『順正理論』は、「已善伏除雑脩静慮上中品障、意楽調柔、離諸熱脳、故名無熱。」（静慮を雑修して九品の上の段階に至るための障を取り除いてしまえば、心は楽しく柔軟となり、もろもろの煩悩の熱を超越するため、無熱という。）と説明する。
『雑阿毘曇心論』『彰所知論』は、この天での天部の身長が2,000由旬、寿命が2,000劫とする。また『仏説立世阿毘曇論』は、寿命を8,000劫とする。
上部の善現天と下部の無煩天の間に位置する天。